# Вологда (городской округ)
Вологда или город Вологда — административно-территориальная единица (город областного значения) и муниципальное образование (городской округ) в Вологодской области России.
Административный центр — город Вологда.

## География
Город Вологда расположен в юго-западной части Вологодской области, в 480 километрах от Москвы и в 680 км от Санкт-Петербурга. Со всех сторон окружён территорией Вологодского района.
Городской округ граничит со следующими сельскими поселениями Вологодского муниципального района:
- На северо-западе и на западе — с Майским СП;
- На юго-западе и на юге — с сельским поселением Сосновским;
- На юго-востоке и на востоке — Подлесным СП;
- На севере и на северо-востоке — с Семёнковским СП.

Единственный крупный водоём на территории городского округа — это река Вологда, протекающая также через село Молочное, отделённое от города Вологды территорией Майского сельского поселения. В границах округа в эту реку впадает много маленьких рек и ручьёв (Шограш, Тошня, Золтуха и многие другие).

## Население
| 2002     | 2009     | 2010     | 2011     | 2012     | 2013     | 2014     | 2015     | 2016     |
| -------- | -------- | -------- | -------- | -------- | -------- | -------- | -------- | -------- |
| 301 633  | ↘293 587 | ↘293 349 | ↗310 033 | ↗312 419 | ↗314 939 | ↗316 614 | ↗319 408 | ↗320 605 |
| 2017     | 2018     | 2019     | 2020     | 2021     | 2023     | 2025     |          |          |
| ↗320 702 | ↘319 780 | ↘319 074 | ↘317 426 | ↗320 566 | ↘318 112 | ↘317 822 |          |          |

### Национальный состав
По итогам переписи населения 2020 года проживали следующие национальности (национальности менее 0,1 % и другое, см. в сноске к строке «Другие»):
| Национальность | Численность, чел. | Доля     |
| -------------- | ----------------- | -------- |
| Русские        | 262 196           | 81,79 %  |
| Украинцы       | 894               | 0,28 %   |
| Азербайджанцы  | 442               | 0,14 %   |
| Белорусы       | 378               | 0,12 %   |
| Армяне         | 350               | 0,11 %   |
| Другие         | 56 306            | 17,56 %  |
| Итого          | 320 566           | 100,00 % |

## Населённые пункты
| № | Населённый пункт | Тип населённого пункта        | Население |
| - | ---------------- | ----------------------------- | --------- |
| 1 | Вологда          | город, административный центр | ↘311 476  |
| 2 | Молочное         | село                          | ↘6484     |

11 ноября 1993 года в городскую черту Вологды были включены:
- деревни Ананьино, Бывалово, Головино, Горка, Дуброво, Евково, Ефимьево, Копрецово, Погарь, Сметьево, Четряково, Шарапово, Щеглино, Баранково, Доронино, Дьяконово, Слобода, Тепенькино, Екимцево, Левково, Чапыжник, Охмыльцево и Чернышево;
- посёлки Кирпичного завода № 2 и Лесохимзавода;
- сёла Осаново и Прилуки;
- ж.-д. станции Лоста, Лоста сортировочная и Рыбкино[27].